# Clusia ternstroemioides
Clusia ternstroemioides là một loài thực vật có hoa trong họ Bứa. Loài này được Rusby mô tả khoa học đầu tiên năm 1920.